# Aeroporto de Madrid-Barajas
O Aeroporto Internacional Adolfo Suárez/Madrid-Barajas (IATA: MAD, ICAO: LEMD) é o principal aeroporto da capital de Espanha, operado pela espanhola Aena (Aeroportos Esrea) localizado no nordeste da capital, distrito de Barajas a 12 km do centro da cidade, sendo o quarto maior da Europa (Barajas, 2009) e o décimo primeiro do Mundo.
É o principal aeroporto espanhol de tráfego de passageiros, mercadorias e de operações. Os terminais estão localizados em Madrid, mas as pistas de voos foram prolongadas por Alcobendas, San Sebastián de los Reyes e Paracuellos de Jarama. Inaugurado em 1928, o aeroporto entrou em serviço a 22 de Abril de 1931, embora houvesse testes de voos na terra desde a sua inauguração.
É o aeroporto europeu que mais ligações tem com a América Hispânica, devido às boas ligações com quase todos os aeroportos espanhóis. A rota que une o Aeroporto Madrid-Barajas com o Aeroporto de Barcelona é uma rota que têm o maior número de voos por semana em todo o mundo (Oag, 2009), após a abertura em 2008 da Linha de Alta Velocidade de Madrid-Barcelona o tráfego reduziu-se notavelmente nesta rota (El, 2008), o comboio de alta velocidade conseguiu atrair cerca de 50% dos passageiros entre as duas cidades (El, 2009).
Em 2007 houve 52,1 milhões de passageiros, mas o número desceu para pouco mais de 50 milhões no ano seguinte. A AENA não fornece dados dos ganhos ou perdas gerados por cada aeroporto em sua rede, mas de acordo com números fornecidos pela AENA a uma publicação específica do sector, indica que no ano de 2004, o EBITDA de Madrid-Barajas (incluindo o custo elevado do transporte marítimo Air inerentes ao aeroporto) foi de 173 milhões de euros, convertendo-o no que mais benefícios obteve (La, 2006).
Este aeroporto é o principal hub da Iberia e da Air Europa, que possuem voos para praticamente toda Europa e América e muitas outras cidades na África e Ásia

## História

### Início

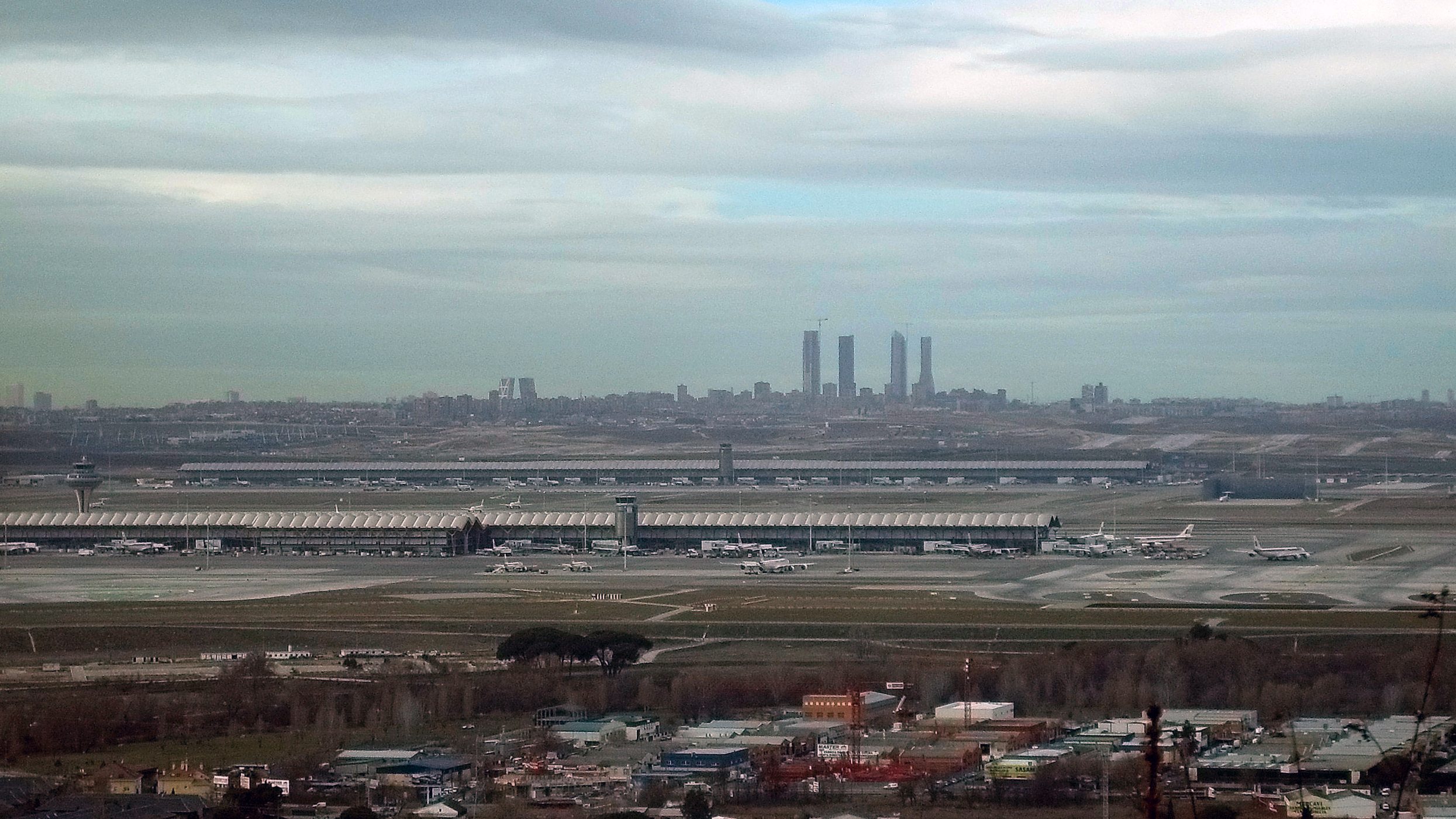
Vista do mirador de Paracuellos del Jarama. Ao fundo, o norte da cidade de Madrid, com os seus característicos arranha-céus. Em frente, o Aeroporto de Madrid-Barajas.

A 23 de março de 1929 teve início a realização de um concurso de eleição dos terrenos para desenvolver o aeroporto civil de Madrid. O concurso terminou a 15 de abril e apresentaram-se quatro propostas: Carabanchel Alto, Getafe, Vallecas e Barajas, aceitou-se finalmente esta última proposta realizada por Rogelio Sol Mestre. Os terrenos seleccionados tinham uma extensão de 493 alqueires, situados a 12 km de Madrid. A compra dos terrenos realizou-se a 30 de julho de 1930 por um valor de 730 000 pesetas.
A 23 de julho convocou-se um concurso para a realização do projecto do novo aeroporto, tinham sido apresentados sete projectos distintos. O júri do concurso (composto por diferentes profissionais civis e militares) seleccionou a proposta do engenheiro Marqués de los Álamos e do arquitecto Luis Gutiérrez Soto. As obras começaram assim que os terrenos estiveram disponíveis, começando pela zona de aterragens. A 14 de abril de 1930 foram autorizadas as companhias CLASSA, CETFA, CASA e CEA a instalarem-se no aeroporto. O tráfego aéreo nacional e internacional iniciou-se a 22 de abril de 1931, apesar das operações comerciais regulares tardarem dois anos a realizar-se, pois o aeroporto ainda continuava com obras. Junto ao campo de voos construi-se um pequeno terminal, com uma capacidade para 30.000 passageiros anuais, além de vários hangares e do edifício do Avião Clube.
Os primeiros directores do aeroporto foram Jacobo Armijo e Fernández de Alarcón.
O aeroporto projectou-se para substituir o de Alcalá de Henares, tem 600 mil metros quadrados, e para eles se seleccionou o noroeste da capital do município de Barajas, com boas comunicações com a capital através da estrada de Francia (a actual A-2) e numa zona desabitada e livre de obstáculos. O projecto ficou a cargo do arquitecto Luis Gutiérrez Soto e do engenheiro Marqués de los Álamos.
A primeira linha regular foi estabelecida pela companhia LAPE com a sua linha a Barcelona. Nos anos de 1930 começaram os voos internacionais.
Inicialmente, o campo de voos era um grande círculo envolto de branco com o nome Madrid no seu interior, sem pavimento, formado por um solo natural coberto de erva, mas nos anos de 1940 pavimentou-se o campo de voos e desenharam-se novas pistas, a primeira das quais entrou em funcionamento em 1944 e contava com 1.4 km de longitude e 45 m de largura. No final da década o aeroporto possuía três pistas, nenhuma das quais existe na actualidade.

### A era da aviação comercial
A abertura do regime autárquico permitiu um aumento do número de passageiros assim como das infra-estruturas do aeroporto. Nos anos de 1950 o aeroporto superava o meio milhão de passageiros, e aumentara para 5 o número de pistas e tiveram início as linhas regulares com Nova Iorque. Em 1957 o aeroporto foi classificado como um aeroporto internacional de primeira categoria.
Os grandes jactos desembargavam no Madrid-Barajas nos anos sessenta e o crescimento de tráfego, como consequência do turismo principalmente, aumentou as expectativas. No princípio da década, alcança-se um milhão e duzentos mil passageiros, mais do dobro que o previsto no Plano de Aeroportos de 1957.
No princípio dos anos de 1960 o aeroporto duplica o número de passageiros previsto em 1957, o que obriga a reformá-lo. O Terminal Nacional, actual T2 começa-se a construir em 1954 e é inaugurado nesse mesmo ano, modificam-se as pistas, criando-se uma disposição de duas pistas únicas cruzadas, a primeira das quais, com 4.1 km de longitude que entra em funcionamento em 1965. Também se instalam as primeiras ajudas rádio eléctricas.
Em 1969 introduz-se um sistema pioneiro de controle de aves, utilizando falcões Perdiguero treinados, que evitavam que as aves se aproximassem do aeroporto e causassem destroços nos aviões durante as descolagens e aterragens. A primeira equipa de falcões foi treinada pelo famoso zoólogo e jornalista Félix Rodríguez de la Fuente.
Nos anos de 1970, com o auge do turismo e a chegada do Boeing 747, o aeroporto alcança os 4 milhões de passageiros, e inicia a construção do terminal internacional (actual T1). Em 1974, a Iberia introduziu a ponte aérea entre Madrid e Barcelona, um serviço com múltiplas frequências diárias e sem reserva prévia.
A Copa Mundial de Futebol de 1982 traz consigo importantes reformas para o aeroporto, com a ampliação e reforma dos terminais existentes.

### Saturação e ampliação

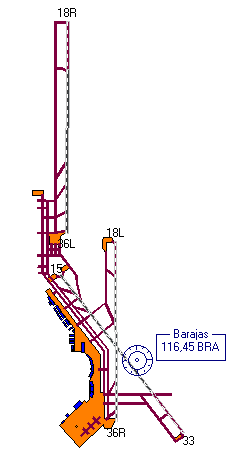
Configuração das pistas do aeroporto depois da abertura da pista 18R-36L em 1998.

As ampliações dos anos 1980 tinham sido feitas pensando que não havia saturação até ao ano de 2000. O crescimento após a liberação do tráfego do mercado aéreo já foi pensado em 1989 e a necessidade de fazer algo para evitar que o aeroporto se desorganize completamente em 1992.
Então foi proposta uma nova solução, criar um novo aeroporto em Campo Real e fechar o de Barajas. Em 1988 apresentou problemas graves de saturação antes da incapacidade da   DGAC, Direcção General de Aviação Civil de Espanha (que tinha a gestão do aeroporto) por resolver. O debate girou em torno de duas soluções distintas: a ampliação das instalações existentes ou a construção de um novo aeroporto. Optou-se pela primeira solução e em 1991 é elaborado um Plano Director do aeroporto de Madrid-Barajas, com um Plano de Infra-estruturas até um horizonte de 15 anos e um plano de acção imediato para responder às insuficiências detectadas em 1990. Em 1992, foi acordada a ampliação do aeroporto com o denominado Plano Barajas, sendo a primeira fase proposta pelo Plano Director com um horizonte de capacidade para o ano de 2010, e que incluía entre outras, a construção de uma nova pista, uma nova torre de controle, um novo edifício terminal, plataformas e sistemas de transporte.
Nos anos de 1990 o aeroporto sofreu mais ampliações. Em 1994 construi-se o terminal de carga, o edifício de ligação entre o Terminal Internacional e o Terminal Nacional, e a renovação da torre de controle.
Em 1997 foi inaugurado o Dique Norte, que é usado como terminal exclusivo da Iberia para voos Schengen. Em 1998 é inaugurada a nova torre de controle, de 71 m de altura, e em 1999 o novo Dique Sul, que implicou a ampliação do Terminal Internacional. Por fim troca-se a distribuição dos terminais: o dique sul e grande parte do Terminal Internacional passam a chamar-se T1; o restante do Terminal Internacional e o Terminal Nacional são agora o T2 e o dique norte é o T3.
A 31 de outubro de 1998 é inaugurada a nova pista 18R-36L (Historia, 2009??), que veio substituir a anterior 18-36, que se encontra fora de serviço, de 4 400 m de longitude e 60 m de largura, o que a tornou a mais larga de Europa (Historia, 2009??). A pista entrou ao serviço a 5 de novembro desse ano.
Em 1999 o Metro de Madrid estabelece ligação ao aeroporto com a Estação de Novos Ministérios através da linha 8. Este é o resultado de um antigo projeto anunciado desde 1989, unir Barajas ao centro de Madrid com um comboio de luxo, que após a pressão do negócio tornou-se num comboio convencional.

### O "Plano Barajas"

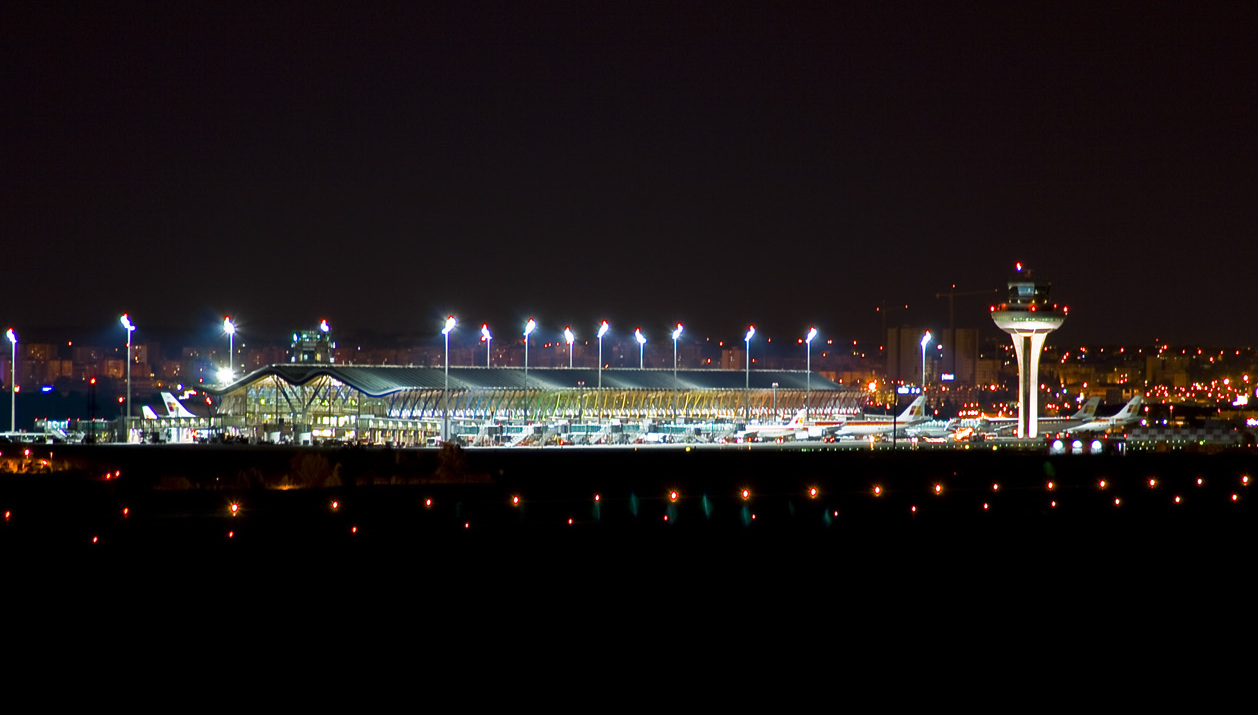
Vista noturna do Aeroporto Madrid-Barajas.

No ano de 2000, o aeroporto encontrava-se saturado de tantos anos de crescimento do tráfego que suportava. Nesse mesmo ano tiveram início as obras de ampliação do aeroporto, na forma de um mega projecto conhecido como "Plano Barajas". O plano consistia em construir um edifício terminal, um edifício satélite dependente do novo terminal, duas novas pistas (paralelas às existentes nessa altura), duas grandes plataformas em torno dos novos edifícios terminais, novos estacionamentos e vias de acesso ao aeroporto, enterrar a pista M-111 debaixo das pistas, um trem automático para a ligação entre o terminal e o satélite dentro de um túnel de serviços aeroportuários, assim como um sistema de tratamento automatizado de bagagens nos novos terminais. A isto tudo, também estava associado a ampliação da central eléctrica do aeroporto, o desvio do rio Jarama, ruas de rolamento nas novas infra-estruturas, novas ajudas na navegação aérea e uma nova torre de controle.
Nova área terminal: consistiu na construção dos novos terminais T4 e o seu satélite, o T4-S, projectados pelos arquitectos Antonio Lamela e Richard Rogers (este último, vencedor do Prémio Stirling de 2006 por este projecto), e pelos engenheiros Carillion, da TPS Engineers, (vencedores dos Prémios IStructE de Estruturas Comerciais de 2006 por este projecto), foi construído pelo Grupo Ferrovial. Incluí um sistema automatizado de tratamento de bagagens, um trem subterrâneo para a transferência de passageiros, bagagens e equipas aeroportuárias entre o terminal e o seu satélite. O Terminal 4 tem 470 000 m², 38 posições de contacto e a capacidade para 35 milhões de passageiros por ano, enquanto o edifício satélite tem 290 000 m², 26 posições de contacto e a capacidade para 15 milhões de passageiros por ano (Historia, 2009??). Ambos os edifícios estão separados por 2,5 km.
Novas pistas: construíram-se duas novas pistas paralelas às existentes, que se designam por 15L/33R, 18L/36R, o que conseguiu aumentar a capacidade do campo de voos para 120 operações por hora (Historia, 2009??).
No ano de 2002, inaugurou-se os serviços da estação do metro de Novos Ministérios, com o coração do centro financeiro da cidade (AZCA) e a pouca distância do centro histórico; este serviço foi encerrado em 2005. Era um complemento da linha 8 do metro. Os novos terminais e as pistas ficaram terminadas em 2004, mas os atrasos administrativos e o equipamento, assim como a polemica sobre a distribuição dos terminais levaram a que só entrassem em serviço a partir de 5 de fevereiro de 2006.
A outubro de 2006 saiu a concurso um projeto para construir uma linha de Cercanías Renfe que estabelecera a ligação do aeroporto com a Estação de Chamartín e a Estação de Atocha com finalização prevista para 2009.
Com esta nova ampliação, Madrid-Barajas alcançou uma capacidade máxima de 70 milhões de passageiros anuais, uma superfície disponível em terminais de 940 000 m², 104 lugares de estacionamento para aeronaves e 21.800 lugares de estacionamento para automóveis (Historia, 2009??). Em 2007, o aeroporto ultrapassou a barreira dos 50 milhões de passageiros que viajaram. O número concreto foi de 52 143 275 pessoas.

## Características técnicas

### Operações
O aeroporto de Madrid-Barajas é um aeroporto H24 (aberto 24 horas) (AIP, 2009), mas as operações realizadas sofrem restrições. São proibidas aeronaves sem comunicação por rádio e helicópteros. As aeronaves de aviação geral e as ligeiras de negócios com menos de 70 passageiros não podem operar entre as 6:00 e as 22:00, deverão ser desviadas para o aeroporto de Madrid-Torrejon.
São também proibidas as operações de descolagem e aterragem de aeronaves classificadas como CR-4 ou superior. E ainda existem restrições impostas para outras aeronaves entre as 23h00 e as 7h00.
Algumas aeronaves têm restrições noturnas com o uso de APU: Ilyushin, DC-8, Fokker F-50, MD-80, MD-11, Boeing 747, CRJ200, Embraer 120, Boeing 717 e Boeing 727. As seguintes têm mais restrições nas descolagens: Antonov An-72, Antonov An-124, Airbus A340, Boeing 737-200, Boieng 727-200, Boieng 737-100, Boeing 747, DC-10, Ilyushin Il-62, Lockheed 1011, Tupolev Tu-134, British Aerospace BAe 125, North American Sabreliner e Yakovlev Yak-42.

### Aeródromo

#### Edifícios
O aeroporto de Barajas contêm três edifícios, terminais, um edifício satélite e dois diques (um dos quais quase se pode considerar um terminal), possui um terminal exclusivo para a carga. A nomenclatura usada para os terminais do aeroporto (T1, T2, T3, T4 e T4-S) não coincide exatamente com a divisão real arquitectónica do aeroporto.
- Terminal Nacional: É o mais antigo dos que se encontram em operação no aeroporto. Foi unido ao terminal nacional por um edifício que estabelece a ligação, permitindo aumentar para mais 4 novas portas de embarque. Possui 22 portas de embarque (portas C43 a C50 y D53 a D66).
- Terminal Internacional: Situa-se na área de embarque, possui 16 portas de embarque, mas está dividido entre o T1 (portas B20 a B33, correspondentes à zona internacional) e T2 (portas C34 a C43, correspondente à zona Schengen).
- Dique Norte: O T3 é um terminal integrado no edifício do Dique Norte, mas trata-se de uma área separada (sem operações na atualidade).
- Dique Sul: É um edifício anexo ao Terminal Internacional. Possui 10 portas de embarque (portas A1 a A14), 5 das quais com ponte telescópica. Fica situado no terminal T1.

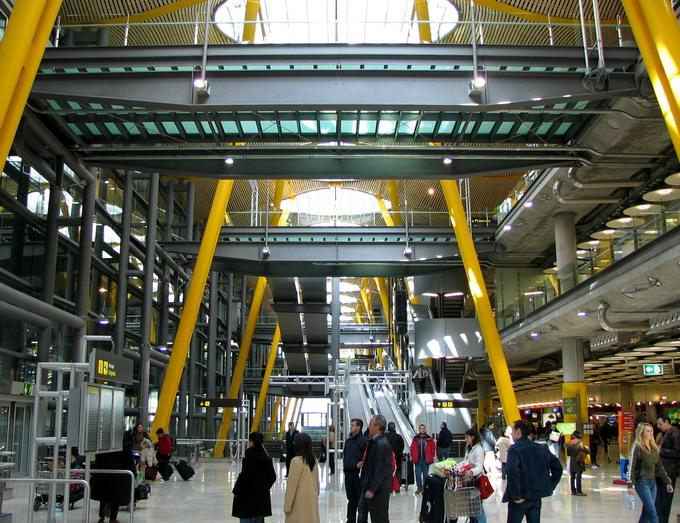
Terminal 4.

- Terminal 4: Denominado de T4, possui 6 áreas. A primeira possui 22 fitas de bagagens divididas entre 2 salas, 10 e 11, a primeira destinada a voos de chegadas internacionais e a segunda a voos de chegada nacionais. Possui 2 fitas duplas e 2 fitas para bagagens especiais. E ainda possui 76 portas de embarque.O T4 entrou em funcionamento a 5 de Fevereiro de 2006, transformando Barajas no maior aeroporto de terminais de superfície, com um milhão de metros quadrados, e num dos aeroportos mais modernos e seguros do mundo.
- Satélite: Denominado T4-S. Possui 3 áreas. A primeira apenas com saídas Schengen e com 19 portas de embarque. A segunda para saídas internacionais, com 48 portas de embarque. E a terceira recebe os voos das chegadas internacionais.

#### Terminais
- T1: Portas A e B.
- T2: Portas C e D.

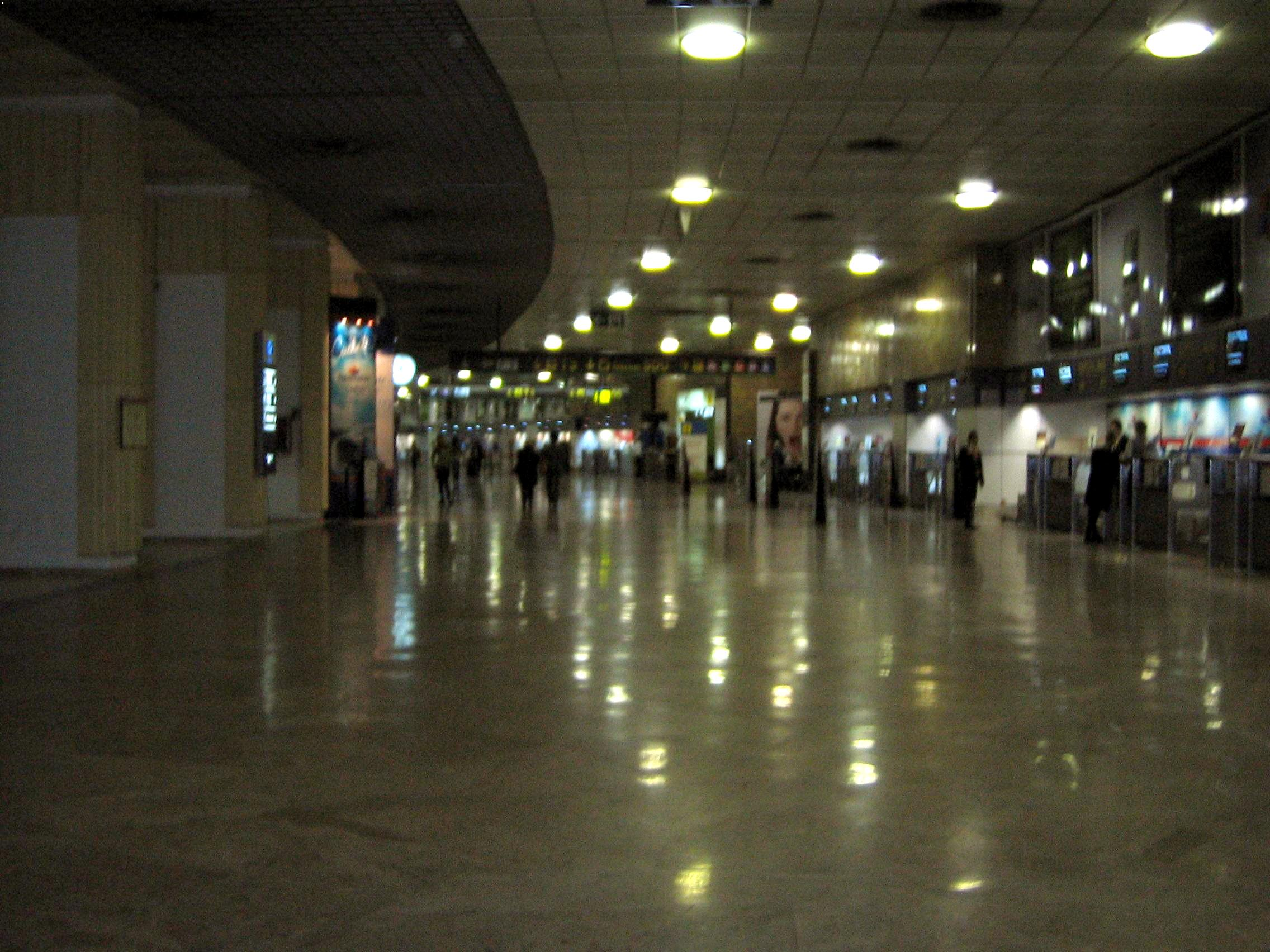
Zona do terminal T1.

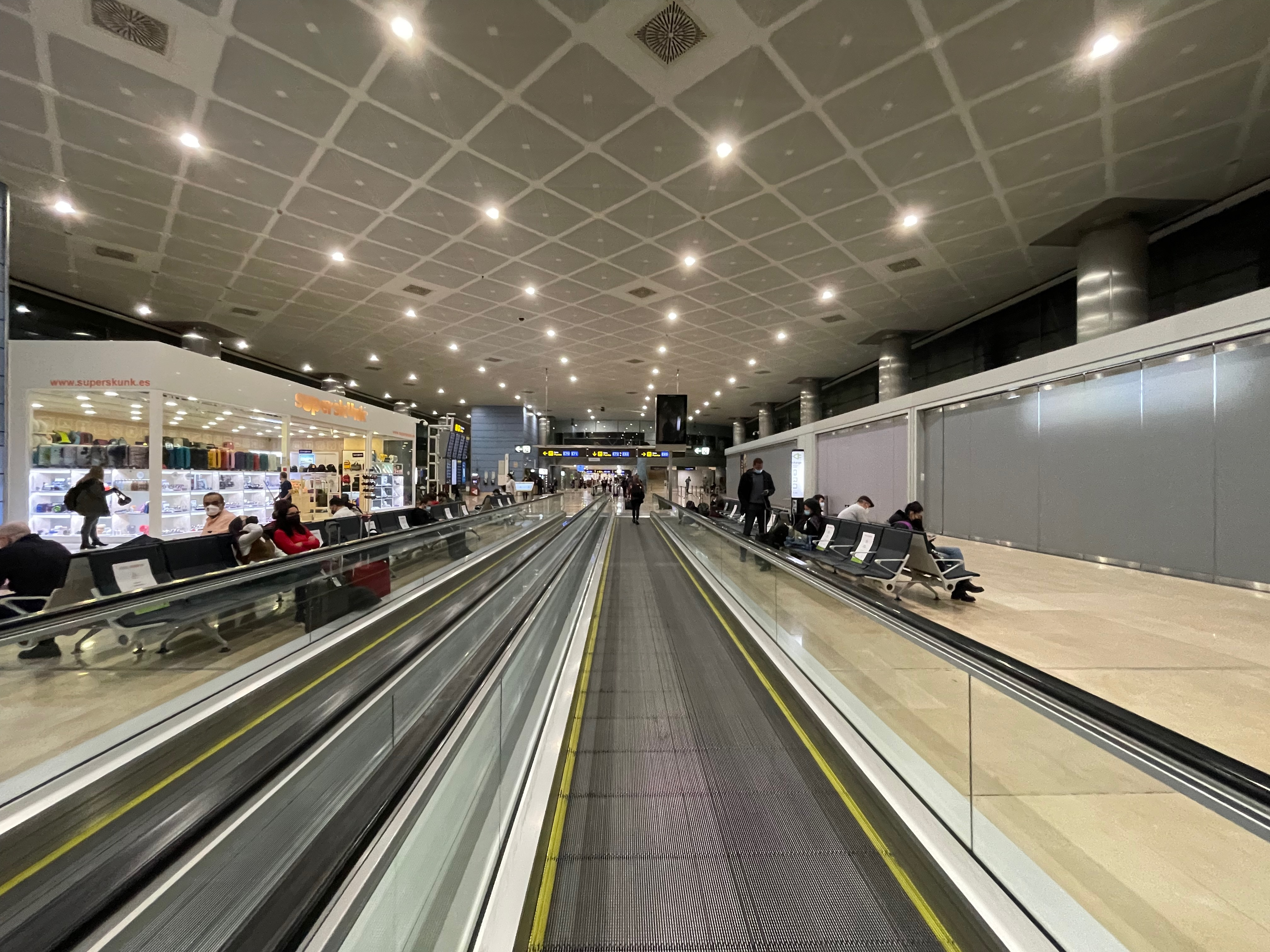
Zona de embarque do terminal T3.

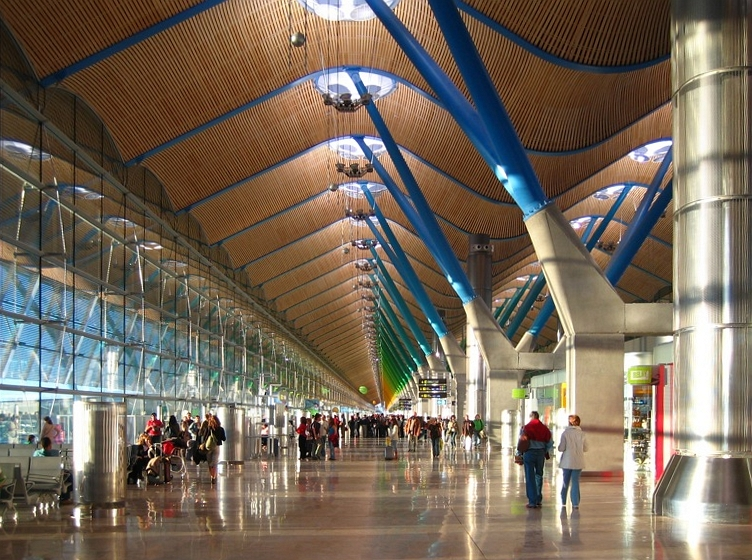
Zona de embarque do terminal T4 e galeria comercial.

- T3: Portas E e F. Possui onze verificadores, cinco fitas de bagagens e 20 portas de embarque (da E68 à E82 e da F90 à F94, estas últimas destinadas exclusivamente a voos regionais).
- T4: Portas H, J e K. Possui 22 fitas de bagagens, 2 fitas duplas e 2 fitas para bagagens especiais. Possui 76 portas de embarque (da H1 à H37, da J40 à J59 e da K62 à K98).
- T4-S: Portas M, R, S e U. A primeira área possui 19 portas de embarque (portas M22 a M48) na zona Schengen. A segunda área exclusiva de saídas internacionais, com 48 portas de embarque (portas R1 a R18, S20 a S51, e U55 a U74). A terceira recebe os voos das chegadas internacionais.

#### Pistas
Madrid-Barajas possui quatro pistas paralelas duas a duas: as 18L/36R - 18R/36L e as 15L/33R - 15R/33L. Na terminologia aeronáutica considera-se que tem 8 pistas diferentes, e que só se usam simultaneamente quatro como configurações de operação, norte ou sul. O ATC elege uma ou outra configuração em função da meteorologia.
- Configuração norte: durante o dia (07h00-23h00), as pistas 36L/36R utilizam-se  para descolagens e as pistas 33L/33R para aterragens. Durante a noite (23h00-07h00) utiliza-se a pista 36L para descolagens e a pista 33R para aterragens. Não são autorizadas descolagens nas pistas 15L/15R.
- Configuração sul: durante o dia (07h00-23h00), as pistas 15L/15R utilizam-se  para descolagens e as pistas 18L/18R para aterragens. Durante a noite (23h00-07h00) utiliza-se a pista 15L para descolagens e a pista 18L para aterragens. Não são autorizadas descolagens nas pistas 33L/33R.

### Navegação aérea

#### Torres de controle
O aeroporto possui três torres de controle:
- A Torre Norte, situada junto ao edifício satélite. Começou a funcionar a 31 de outubro de 1998 (Historia, 2009??).
- A Torre Oeste, situada junto ao edifício do terminal T4.
- A Torre Sul, situada no edifício do terminal T2.

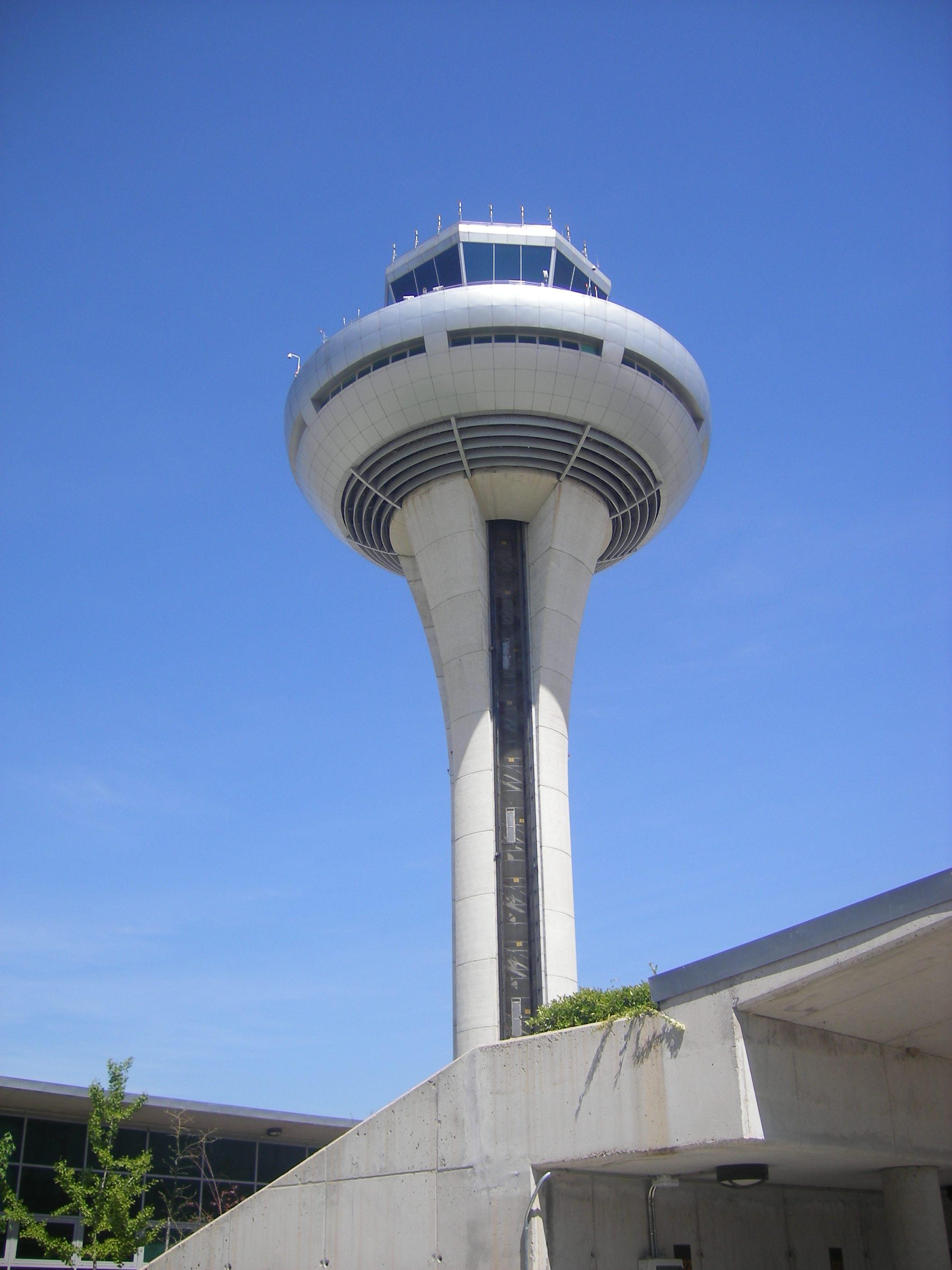
Torre Norte.

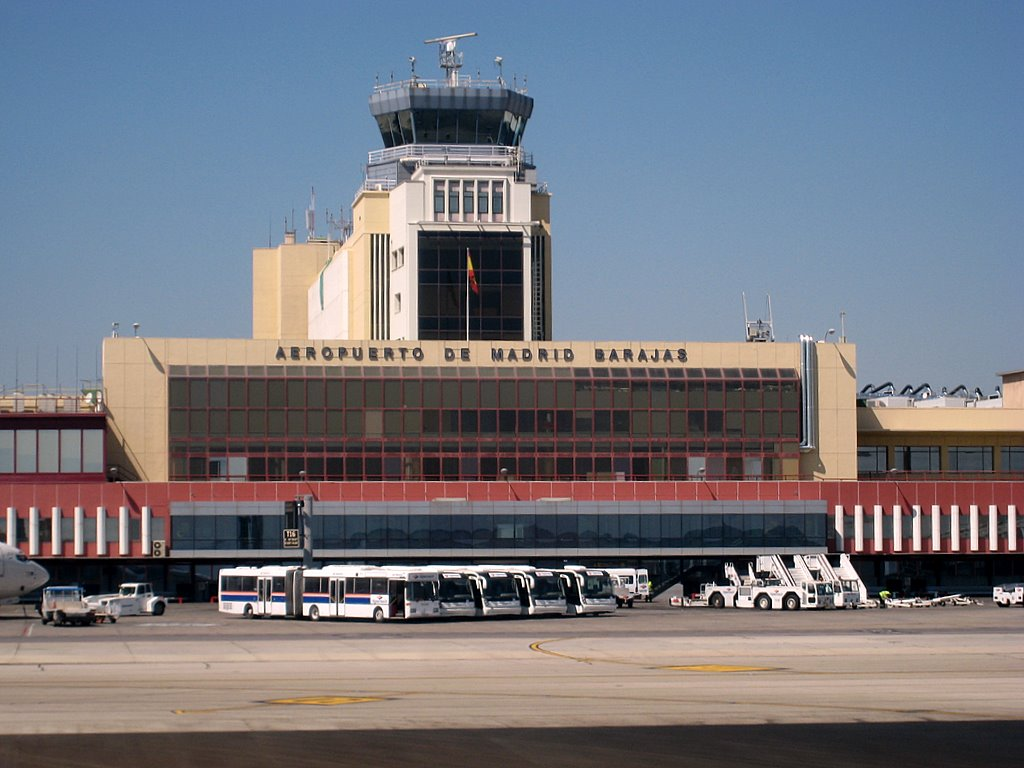
Torre Sul.

Qualquer uma das três torres tem a capacidade para controlar qualquer tráfego aéreo e o movimento de aeronaves no aeroporto, mas em condições de funcionamento normal as tarefas estão divididas entre as três.
A Torre Norte é a torre de controle principal do aeroporto e a maior de todas. Foi inaugurada em 1998 e veio substituir a actual Torre Sul como a principal do aeroporto.
A Torre Oeste foi a última torre de controle a ser construída no aeroporto. Inaugurou-se em 2006, também com o terminal T4. Encarrega-se de gerir o movimento das aeronaves em terra em torno do terminal T4.
A Torre Sul é a mais antiga torre de controle do aeroporto. Situa-se dentro do terminal T2, mas quando foi construída estava localizada no Terminal Nacional. Até 1998 era a única torre de controle do aeroporto, mas desde esse momento apenas gestiona as operações de rolamento das aeronaves em torno dos edifícios terminais T1, T2 e T3, assim como com o terminal de carga. Apesar desta redução de funções a torre segue as capacidades operativas.

#### Ajudas de navegação
O aeroporto possui diferentes ajudas de navegação.
Ajudas para as aterragens, o aeroporto conta com ILS de Categoría III, PAPI e Sistemas de Iluminação de Aproximação de Precisão CAT II/III (900 m), nas pistas 33L, 33R, 18L e 18R (se destinam às aterragens). As características dos ILS são as seguintes:
- Pista 33L: localizador MAA emitindo em 109.900 MHz desde 40° 29′ 10,381″ N, 3° 34′ 38,5956″ O

caminho de plano emitindo em 333.800 MHz desde 40° 27′ 57,0555″ N, 3° 33′ 17,5709″ O
- Pista 33R: localizador MBB emitindo em 109.100 MHz desde 40° 29′ 49,4289″ N, 3° 33′ 36,1747″ O

caminho de plano emitindo em 331.400 MHz desde 40° 28′ 34,5222″ N, 3° 32′ 13,6731″ O
- Pista 18L: localizador IML emitindo em 111.500 MHz desde 40° 29′ 54,2065″ N, 3° 33′ 33,0949″ O

caminho de plano emitindo em 332.900 MHz desde 40° 31′ 31,5282″ N, 3° 33′ 28,957″ O
- Pista 18R: localizador IMR emitindo em 110.700 MHz desde 40° 29′ 24,5249″ N, 3° 34′ 28,5949″ O

caminho de plano emitindo em 330.200 MHz desde 40° 31′ 11,7539″ N, 3° 34′ 24,1107″ O
Conta também com quatro VOR, todos eles associados a um DME. Dois deles nas redondezas do aeroporto (gestionados directamente pelo aeroporto) e outros dois em torno de Madrid, comandados pela Direcção de Navegação Aérea da Região Centro:
- DVOR BRA (Barajas), 40° 28′ 08,5″ N, 3° 33′ 27,59″ Osituado junto à pista 15R/33L
- DVOR SSY (San Sebastián de los Reyes), 40° 32′ 47,1194″ N, 3° 34′ 31,3318″ O
- DVOR RBO (Robledillo de Mohedano), 40° 51′ 14,2766″ N, 3° 14′ 47,405″ O
- DVOR PDT (Perales de Tajuña), 40° 15′ 10,4401″ N, 3° 20′ 52,275″ O

## Localização e comunicações
O aeroporto situa-se a nordeste de Madrid, no distrito de Barajas. O Terminal T4, o mais recente, está separado por mais de 2 km dos terminais T1, T2 e T3. Para a comunicação entre todos os terminais, a AENA dispõe de um serviço gratuito de autotocarros Airport Shuttle.
Os edifícios do Terminal 4, o principal e o seu satélite, estão separados por mais de 1 km e têm entre si uma das pistas, estabelecem ligação através de uma galeria subterrânea por um comboio eléctrico sem condutor.

## Acessos a táxis
Os terminais dispõem de paragens de táxis nas áreas exteriores às chegadas devidamente sinalizadas. As tarifas do aeroporto têm um suplemento. Também pela bagagem se pode cobrar um extra.
Os táxis oficiais são brancos com uma risca vermelha e têm o símbolo do Ayuntamiento de Madrid nas portas.
As suas paragens estão junto às dos autocarros. Nelas se localizam os dados dos hotéis e os números de telefone.

## Acessos a autocarros
As linhas 200 e 204 da EMT (Empresa Municipal de Transportes de Madrid) estabelecem a ligação entre o Intercambiador da Avenida da América com Canillejas aos terminais T1, T2, T3 e T4, respectivamente. As tarifas são as mesmas para o resto da rede da EMT. Anteriormente existia a linha 89 de autocarros que fazia a ligação entre o aeroporto e a Plaza de Colón em Madrid, mas foi eliminada pouco depois da linha que partia desde a Avenida da América deixar de prestar serviço.
Outras linhas do Consorcio Regional de Transportes estabelecem a ligação com os diferentes terminais dos municípios envolventes:
- 822: T1 - Coslada - San Fernando de Henares
- 824: T2 - Torrejón de Ardoz-Alcalá de Henares
- 827: Canillejas - T4 - Alcobendas - Universidade Autónoma de Madrid - Tres Cantos
- 828: Canillejas - T4 - Alcobendas - Universidade Autónoma de Madrid

## Acessos ao metro
A linha 8 do Metro de Madrid une a estação de aos terminais do aeroporto em 15-20 min.
Existem duas estações no aeroporto, a que serve os terminais antigos (Aeroporto T1, T2 e T3) e a da nova área terminal (Aeroporto T4). Para entrar ou sair de qualquer estação é necessário um suplemento de 1€ que pode comprar-se em separado ou acrescentar ao abono correspondente. Os usuários do abono de transportes não pagam suplemento.
O Madrid-Barajas e o Heathrow são dos únicos aeroportos europeus com várias estações de metro, em ambos os casos, com duas. O Aeroporto de Barcelona tem três estações de metro, duas estações de Cercanías Renfe e uma estação de alta velocidade.

## Acesso por comboio
A ligação por Cercanías, está em obras, para uma nova ligação entre o terminal T4 e Chamartín com paragens na estação de Fuente de la Mora e Valdebebas. As obras terminarão em 2010. Este novo acesso também fará ligações do aeroporto com o comboio de alta velocidade na estação de Chamartín e com os outros municípios e pontos de interesse da comunidade de Madrid e da rede de Cercanías Madrid.

## Incidentes
- A 30 de setembro de 1972, o Douglas C-47 da companhia Spantax de matrícula EC-AQE caiu ao descolar, durante um voo de treino. Morreu 1 dos 6 ocupantes do avião.
- A 27 de novembro de 1983, o B-747-200 HK-2910 de Avianca, que operava o voo AV 011 procedente do Bogotá, caiu em Mejorada del Campo durante as manobras de aproximação para aterrar no aeroporto. O avião chocou contra uma colina e partiu-se em 5 troços. Apenas 11 dos 169 passageiros sobreviveram, e não houve sobreviventes entre os 23 tripulantes.
- A 7 de dezembro de 1983 o Boeing 727 EC-CFJ que operava no voo IB 350 da Iberia com destino a Roma-Fiumicino colidiu durante a descolagem com o DC-9 EC-CGS de Aviaco que operava no voo AO 134 com destino a Santander. O DC9 de Aviaco tinha entrou por engano na pista enquanto o voo da Iberia estava a descolar. Morreram  135 pessoas, 93 do avião da Iberia e 42 do avião de Aviaco.

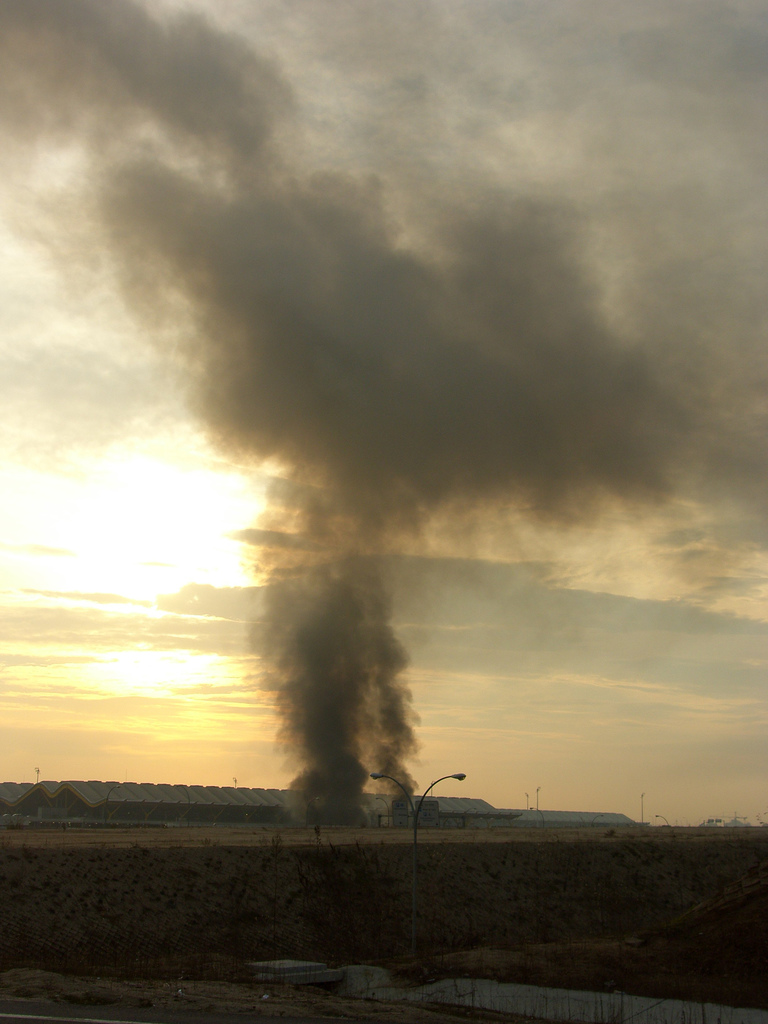
Coluna de fumo no aeroporto depois da explosão de um carro bomba.

- Coluna de fumo no aeroporto depois da explosão de um carro bomba. A 30 de dezembro de 2006 houve um atentado terrorista em Barajas. Um carro bomba fora contra a zona D do estacionamento do terminal T4, causando o colapso da zona D e fazendo inúmeros danos materiais, assim como vinte feridos e dois mortos, Carlos Alonso Palate e Diego Armando Estacio, ambos de origem equatoriana. O atentado fo reivindicado pelo grupo terrorista ETA.
- A 20 de agosto de 2008 às 14h25, o voo JK 5022 de Spanair (operado por um MD-82) com destino as Ilhas Canárias derrapou durante a manobra de descolagem, encontrava-se a poucos metros do solo, quando se desviou da pista e aterrou sobre Arroyo de la Vega. O avião transportava 166 passageiros e 6 tripulantes a bordo. No acidente 154 pessoas morreram, e outras 18 sobreviveram.
- A 9 de janeiro de 2009 o aeroporto esteve encerrado durante 5 horas na sequência da caída de neve pela manhã. Os problemas causados pela neve agravaram-se à greve dos pilotos da companhia Iberia e à dos controladores da AENA, causando o caos durante vários dias no aeroporto.